# بريدجفيل (ديلاوير)
بريدجفيل (بالإنجليزية: Bridgeville, Delaware)‏ هي بلدة تقع في مقاطعة سوسكس (ديلاوير) بولاية ديلاوير في الولايات المتحدة. تبلغ مساحتها 2.1 (كم²)، وترتفع عن سطح البحر 13 م، بلغ عدد سكانها 2048 نسمة في عام 2010 حسب إحصاء مكتب تعداد الولايات المتحدة وتصل الكثافة السكانية فيها 975.2 نسمة/كم2.

## التركيبة السكانية
حدّد مكتب تعداد الولايات المتحدة بيانات التركيبة السكانية لبريدجفيل في تعداد الولايات المتحدة. في ما يلي، التركيبة السكانية حسب تعدادي 2000 و2010.

### تعداد عام 2000
بلغ عدد سكان بريدجفيل 1,436 نسمة بحسب تعداد عام 2000، وبلغ عدد الأسر 570 أسرة وعدد العائلات 382 عائلة مقيمة في البلدة. في حين سجلت الكثافة السكانية 115 نسمة لكل كيلومتر مربع (297.8/ميل2). وبلغ عدد الوحدات السكنية 636 وحدة بمتوسط كثافة قدره 50.9 لكل كيلومتر مربع (131.8/ميل2).
وتوزع التركيب العرقي للبلدة بنسبة 55.85% من البيض و31.55% من الأمريكيين الأفارقة و0.28% من الأمريكيين الأصليين و0.70% من الأمريكيين ذوي الأصول الآسيوية و8.91% من الأعراق الأخرى و2.72% من عرقين مختلطين أو أكثر و16.64% من الهسبانيون أو اللاتينيون من أي عرق.
بلغ عدد الأسر 570 أسرة كانت نسبة 37.4% منها لديها أطفال تحت سن الثامنة عشر تعيش معهم، وبلغت نسبة الأزواج القاطنين مع بعضهم البعض 40.7% من أصل المجموع الكلي للأسر، ونسبة 20.9% من الأسر كان لديها معيلات من الإناث دون وجود شريك،  بينما كانت نسبة 5.4% من الأسر لديها معيلون من الذكور دون وجود شريكة وكانت نسبة 33% من غير العائلات. تألفت نسبة 27.4% من أصل جميع الأسر من عدة أفراد يعيشون في نفس المنزل ونسبة 12.1% كانت تتألف من شخص يعيش بمفرده يبلغ من العمر 65 عاماً أو أكثر. وبلغ متوسط حجم الأسرة المعيشية 2.52، أما متوسط حجم العائلات فبلغ 3.02.
بلغ العمر الوسطي للسكان 33.3 عاماً. وكانت نسبة 28.7% من القاطنين تحت سن الثامنة عشر، وكانت نسبة 8.8% بين الثامنة عشر والرابعة والعشرين عاماً، ونسبة 27% كانت واقعةً في الفئة العمرية ما بين الخامسة والعشرين والرابعة والأربعين عاماً، ونسبة 19.4% كانت ما بين الخامسة والأربعين والرابعة والستين، ونسبة 15.9% كانت ضمن فئة الخامسة والستين عاماً فما فوق. يوجد لكل 100 أنثى 90.4 ذكر، ويوجد لكل 100 أنثى في الثامنة عشر من عمرها فما فوق 85.5 ذكر.
بلغ متوسط دخل الأسرة في البلدة 26,579 دولارًا، أما متوسط دخل العائلة فبلغ 30,083 دولارًا. وكان متوسط دخل الذكور 25,536 دولارًا مقابل 20,298 دولارًا للإناث. وسجل دخل الفرد الخاص بالبلدة 14,965 دولارًا. وكانت نسبة 24.9% من العائلات ونسبة 27.4% من السكان تحت خط الفقر، وكان من هؤلاء نسبة 43.1% تحت سن الثامنة عشر ونسبة 13.9% في الخامسة والستين من العمر وما فوق.

### تعداد عام 2010
بلغ عدد سكان بريدجفيل 2,048 نسمة بحسب تعداد عام 2010، وبلغ عدد الأسر 841 أسرة وعدد العائلات 588 عائلة مقيمة في البلدة. في حين سجلت الكثافة السكانية 164 نسمة لكل كيلومتر مربع (424.8/ميل2). وبلغ عدد الوحدات السكنية 980 وحدة بمتوسط كثافة قدره 78.5 لكل كيلومتر مربع (203.3/ميل2).
وتوزع التركيب العرقي للبلدة بنسبة 64.89% من البيض و24.12% من الأمريكيين الأفارقة و0.15% من الأمريكيين الأصليين و0.29% من الأمريكيين ذوي الأصول الآسيوية و0.10% من سكان جزر المحيط الهادئ و6.84% من الأعراق الأخرى و3.61% من عرقين مختلطين أو أكثر و15.19% من الهسبانيون أو اللاتينيون من أي عرق.
بلغ عدد الأسر 841 أسرة كانت نسبة 30% منها لديها أطفال تحت سن الثامنة عشر تعيش معهم، وبلغت نسبة الأزواج القاطنين مع بعضهم البعض 47.9% من أصل المجموع الكلي للأسر، ونسبة 17.7% من الأسر كان لديها معيلات من الإناث دون وجود شريك،  بينما كانت نسبة 4.3% من الأسر لديها معيلون من الذكور دون وجود شريكة وكانت نسبة 30.1% من غير العائلات. تألفت نسبة 25% من أصل جميع الأسر من عدة أفراد يعيشون في نفس المنزل ونسبة 11.2% كانت تتألف من شخص يعيش بمفرده يبلغ من العمر 65 عاماً أو أكثر. وبلغ متوسط حجم الأسرة المعيشية 2.43، أما متوسط حجم العائلات فبلغ 2.84.
بلغ العمر الوسطي للسكان 42.5 عاماً. وكانت نسبة 24.4% من القاطنين تحت سن الثامنة عشر، وكانت نسبة 6.5% بين الثامنة عشر والرابعة والعشرين عاماً، ونسبة 20.9% كانت واقعةً في الفئة العمرية ما بين الخامسة والعشرين والرابعة والأربعين عاماً، ونسبة 26.2% كانت ما بين الخامسة والأربعين والرابعة والستين، ونسبة 22% كانت ضمن فئة الخامسة والستين عاماً فما فوق. وتوزع التركيب الجنسي للسكان بنسبة 48.4% ذكور و51.6% إناث.

## أعلام
- فيليب إل. كانون
- تشارلز بولك
- ويليام كانون
- بيتر ف كوزي

## وصلات خارجية
- Town of Bridgeville Delaware
- The US50 - Cities and Towns in Colorado State
- Colorado Cities and Towns, Facts, Map, Flag, Colleges, Government, and More